# Koeberg kärnkraftverk
Koeberg kärnkraftverk är ett kärnkraftverk 30 km norr om Kapstaden i Sydafrika. Det är Sydafrikas och Afrikas enda kärnkraftverk för energiproduktion. Verket har ca 1200 anställda (2007).

## Design och drift
Verket har två tryckvattenreaktorer (Koeberg 1 och Koeberg 2) som drivs med uran. Reaktorerna kyls av saltvatten från Atlanten. Var och en av reaktorerna har en termisk effekt på 2775 MWt och en elektrisk effekt på cirka 930 MWe. 2017 stod verket står för 6,7% (15 av 225 TWh) av Sydafrikas elproduktion.
2017 hade reaktorerna en kumulativ energitillgänglighet på 73,8% vilket är något under världsgenomsnittet på 76,7%. 
Låg- och medelaktivt avfall från Koeberg transporteras i stål- och betongbehållare till en lagringsplats i Vaalputs, ca 600 km från verket i Kalahariöknen. Högaktivt avfall förvaras på verket.
Koebergs naturreservat är ett 22 km² stort område som omger kärnkraftverket. Området ägs av Eskom och innehåller en stor mängd arter.

## Historik
Sydafrika har stora koltillgångar och det mesta av landets elektricitet har därför kommit från kol. Kolet finns dock långt från de stora befolkningsområdena där elektricitetsbehovet är störst. Under 1970-talet undersökte man därför möjligheten för elektricitet från kärnkraft och fann att kärnkraftverk skulle ge el till lägre kostnad än kolkraft. I mitten av 1980-talet togs beslut om att bygga Koebergs kärnkraftverk. Reaktorerna byggdes av Framatome (numera Areva). Arbetet med reaktorena påbörjades 1976 och de togs i kommersiell drift 21 juli 1984 respektive 9 november 1985. Idag (2018) ägs och drivs verket av Eskom.

### Produktion Koeberg 1/2 1984-2017 (TWh/år)[1]
Produktion (TWh/år)År02468101984198919941999200420092014Block 1Block 2